# Votomita plerocarpa
Votomita plerocarpa är en tvåhjärtbladig växtart som först beskrevs av Thomas Morley, och fick sitt nu gällande namn av Thomas Morley. Votomita plerocarpa ingår i släktet Votomita och familjen Melastomataceae. Inga underarter finns listade i Catalogue of Life.